# Euro Short-Term Rate
Die Euro Short-Term Rate (€STR) ist ein Referenzzinssatz für die Währung Euro. Die €STR wird von der Europäischen Zentralbank (EZB) ermittelt und basiert auf der Geldmarktstatistik des Eurosystems.

## Geschichte
Am 20. September 2017 hat der EZB-Rat entschieden, einen unbesicherten Tagesgeldsatz mit dem Namen Euro Short-Term Rate zu entwickeln. Dies war nötig als die britische nationale Aufsichtsbehörde, Financial Conduct Authority (FCA), als Nachspiel von Marktmanipulationen im Zuge der Finanzkrise im Juli 2017 angekündigt hatte, den bisher auch für den Euro breit eingesetzten LIBOR mit Ablauf des Jahres 2021 durch andere Referenzzinssätze zu ersetzen.
Am 13. September 2018 wurde der neue Referenzzinssatz als alternativer risikofreier Euro-Zinssatz und Ersatz für den EONIA empfohlen.
Am 12. März 2019 hat die EZB beschlossen, das ursprüngliche Akronym „ESTER“ durch „€STR“ zu ersetzen.
Seit 2. Oktober 2019 ist die €STR verfügbar.

## Eigenschaften
Die Eigenschaften der €STR:
- Die €STR wird von der EZB bereitgestellt.
- Sie basiert auf Transaktionen des unbesicherten Geldmarktes. Die EZB hat sich gegen einen besicherten Referenzzinssatz entschieden, da es hierbei zu Verzerrungen durch die zugrundeliegende Sicherheit kommen kann.
- Die Berechnung erfolgt aus den einzelnen Transaktionen der beteiligten Banken, die gemäß der Geldmarktstatistik-Verordnung berichtspflichtig sind. Hierbei werden die 50 Banken mit den höchsten Bilanzsummen betrachtet.
- Im Gegensatz zum EONIA werden nicht nur Interbankengeschäfte berücksichtigt, sondern alle Geschäfte mit finanziellen Gegenparteien, da Banken auch bedeutende Geldmarktgeschäfte mit Geldmarktfonds, Versicherungsgesellschaften und anderen finanziellen Kapitalgesellschaften tätigen.

Die ISIN der €STR ist EU000A2X2A25, der Financial Instrument Short Name (FISN) lautet ECB/EUR EURO SHORT-TERM RATE IR.

## Ermittlung

### Tagesgeldsatz
Aus der Geldmarktstatistik wird die Euro Short-Term Rate ausschließlich mit unbesicherten, festverzinslichen Einlagen über 1 Million Euro, die eine Übernacht-Fälligkeit haben und mit finanziellen Gegenparteien getätigt werden, berechnet.
Die Euro Short-Term Rate wird für jeden TARGET2-Handelstag als volumengewichteter, getrimmter Mittelwert berechnet.
Schritte der Ermittlung:
- Ordnung der Transaktionen vom niedrigsten zum höchsten Zinssatz
- Ermittlung des Gesamtvolumens pro gemeldetem Zinssatz
- Entfernen der oberen und unteren 25 % in Bezug auf das Volumen (Trimmen)
- Ermittlung der Euro Short-Term Rate, in dem aus den verbleibenden 50 % der volumengewichtete Zinssatz berechnet und auf die dritte Dezimalstelle gerundet wird.

Die Veröffentlichung erfolgt an jedem TARGET2-Handelstag bis 9 Uhr (basierend auf den Geschäften des vorherigen Handelstages). Bei Datenfehlern kann eine erneute Veröffentlichung am selben Tag bis spätestens 11 Uhr erfolgen.

### Terminzinssätze
Die Berechnung einer zukunftsgerichteten Termin-Zinsstrukturkurve kann auf Basis von €STR-Derivatemärkten erfolgen. Als Rückfalllösung könnten an den EURIBOR gekoppelte Kontrakte verwendet werden. Die Methodik wird noch ausgearbeitet.